# Зольский район
Зо́льский райо́н (кабард.-черк. Дзэлыкъуэ куей, карач.-балк. Зольск район) — административно-территориальная единица и муниципальное образование (муниципальный район) в составе Кабардино-Балкарской Республики Российской Федерации.
Административный центр — посёлок Залукокоаже.

## География
Зольский район расположен в западной части Кабардино-Балкарской Республики и граничит с Баксанским районом на востоке, Эльбрусским районом на юго-востоке, а также с Карачаево-Черкесской Республикой на западе и со Ставропольским краем на севере.
По зональному районированию территория района делится на две зоны — предгорная и горная. Показатели высот на территории района колеблются от 550 метров на севере до 5642 метров на юге. Площадь территории района составляет 2124,50 км².
Гидрографическая сеть территории района относится к бассейнам двух основных рек — Малка и Золка. Из естественных водоёмов наиболее крупными являются — Тамбукан и Шадхурей.

## История
Постановлением Президиума Кабардино-Балкарского областного исполкома от 23 февраля 1924 года был образован Нагорный округ. Постановлением ВЦИК от 30 сентября 1931 года Нагорный округ был преобразован в Нагорный район. До 1932 года административным центром округа являлся город Пятигорск, который в состав округа не входил.
Постановлением Президиума ВЦИК от 29 декабря 1937 года Нагорный район был разукрупнён, и из Залукокоажского, Зольского, Малкинского, Брунентальского, Светловодского, Псынадахского, Батехского, Камлюкского, Шардаковского и Залукодесского сельсоветов был образован Малкинский район.
Постановлением Президиума Верховного Совета Кабардинской АССР от 23 декабря 1938 года (утверждено 2 марта 1939 года) Малкинский район был переименован в Зольский (с центром в селе Зольское).
Постановлением Президиума Верховного Совета Кабардинской АССР от 18 сентября 1956 года и указом Президиума Верховного Совета РСФСР от 2 ноября 1956 года Нагорный район был упразднён, а его территория передана в Зольский район.
Постановлением Президиума Верховного Совета КБАССР от 20 декабря 1962 года Зольский район был преобразован в Зольский сельский район в тех же границах. Указом Президиума Верховного Совета КБАССР от 12 января 1965 года вновь преобразован в Зольский район. 

## Население
| 1970    | 1979    | 1989    | 2002    | 2010    | 2011    | 2012    |
| ------- | ------- | ------- | ------- | ------- | ------- | ------- |
| 37 102  | ↘36 571 | ↗38 785 | ↗50 634 | ↘48 939 | ↗48 964 | ↗49 098 |
| 2013    | 2014    | 2015    | 2016    | 2017    | 2018    | 2019    |
| ↗49 236 | ↗49 304 | ↗49 427 | ↗49 460 | ↗49 557 | ↗49 603 | ↘49 594 |
| 2020    | 2021    | 2023    | 2024    |         |         |         |
| ↘49 544 | ↗50 628 | ↗50 715 | ↗50 875 |         |         |         |

Национальный состав
По данным Всероссийской переписи населения 2021 года:
| Народ                | Численность, чел. | Доля от всего населения, % | Доля от указавших нац-ть, % |
| -------------------- | ----------------- | -------------------------- | --------------------------- |
| кабардинцы (черкесы) | 46 184            | 91,22 %                    | 91,55 %                     |
| * кабардинцы         | 40 335            | 79,67 %                    | 79,95 %                     |
| * черкесы            | 5849              | 11,55 %                    | 11,59 %                     |
| балкарцы             | 3179              | 6,28 %                     | 6,30 %                      |
| русские              | 667               | 1,32 %                     | 1,32 %                      |
| другие               | 419               | 0,83 %                     | 0,83 %                      |
| нет / не указано     | 179               | 0,35 %                     | -                           |
| всего                | 50 628            | 100 %                      | 100 %                       |

Половозрастной состав
По данным Всероссийской переписи населения 2021 года:
| Возраст     | Мужчины, чел. | Женщины, чел. | Общая численность, чел. | Доля от всего населения, % |
| ----------- | ------------- | ------------- | ----------------------- | -------------------------- |
| 0 — 14 лет  | 6226          | 6060          | 12 286                  | 24,27 %                    |
| 15 — 59 лет | 15 129        | 15 900        | 31 029                  | 61,29 %                    |
| от 60 лет   | 2998          | 4315          | 7313                    | 14,44 %                    |
| Всего       | 24 353        | 26 275        | 50 628                  | 100,0 %                    |

Мужчины — 24 353 чел. (48,10 %). Женщины — 26 275 чел. (51,90 %).
Средний возраст населения — 34,5 лет. Средний возраст мужчин — 33,3 лет. Средний возраст женщин — 35,7 лет.
Медианный возраст населения — 32,7 лет. Медианный возраст мужчин — 31,8 лет. Медианный возраст женщин — 33,6 лет.

## Муниципальное устройство
В Зольский муниципальный район входят 16 муниципальных образований, в том числе 1 городское и 15 сельских поселений:
| №        | Муниципальное образование | Административный центр | Количество населённых пунктов | Население | Площадь, км² |
| -------- | ------------------------- | ---------------------- | ----------------------------- | --------- | ------------ |
| 1e-06    | Городское поселение       |                        |                               |           |              |
| 1        | Залукокоаже               | посёлок Залукокоаже    | 1                             | ↗9928     | 47,08        |
| 1.000002 | Сельские поселения        |                        |                               |           |              |
| 2        | Белокаменское             | село Белокаменское     | 1                             | ↗623      | 43,09        |
| 3        | Залукодес                 | село Залукодес         | 2                             | ↗1919     | 52,67        |
| 4        | Зольское                  | село Зольское          | 1                             | ↘1416     | 27,63        |
| 5        | Каменномостское           | село Каменномостское   | 1                             | ↗6019     | 148,47       |
| 6        | Камлюково                 | село Камлюково         | 1                             | ↗2357     | 27,50        |
| 7        | Кичмалка                  | село Кичмалка          | 1                             | ↘1582     | 54,08        |
| 8        | Малка                     | село Малка             | 1                             | ↗7208     | 90,42        |
| 9        | Приречное                 | село Приречное         | 1                             | ↗1136     | 28,75        |
| 10       | Псынадаха                 | село Псынадаха         | 2                             | ↗2914     | 42,55        |
| 11       | Сармаково                 | село Сармаково         | 1                             | ↗8519     | 127,15       |
| 12       | Светловодское             | село Светловодское     | 2                             | ↗2227     | 37,44        |
| 13       | Совхозное                 | село Совхозное         | 1                             | ↗718      | 29,57        |
| 14       | Хабаз                     | село Хабаз             | 1                             | ↗1792     | 85,00        |
| 15       | Шордаково                 | село Шордаково         | 1                             | ↘1746     | 39,38        |
| 16       | Этоко                     | село Этоко             | 1                             | ↗771      | 13,14        |

## Населённые пункты
Распределение населения района
 п. Залукокоаже (19,51 %) с. Сармаково (16,74 %) с. Малка (14,17 %) с. Каменномостское (11,83 %) с. Камлюково (4,63 %) Остальные (33,12 %)
В Зольском районе  19 населённых пунктов.
| №  | Населённый пункт | Тип     | Население | Муниципальное образование |
| -- | ---------------- | ------- | --------- | ------------------------- |
| 1  | Батех            | село    | ↗1288     | Псынадаха                 |
| 2  | Белокаменское    | село    | ↗623      | Белокаменское             |
| 3  | Дженал           | село    | ↗303      | Залукодес                 |
| 4  | Залукодес        | село    | ↘1593     | Залукодес                 |
| 5  | Залукокоаже      | посёлок | ↗9928     | Залукокоаже               |
| 6  | Зольское         | село    | ↘1416     | Зольское                  |
| 7  | Каменномостское  | село    | ↗6019     | Каменномостское           |
| 8  | Камлюково        | село    | ↗2357     | Камлюково                 |
| 9  | Кичмалка         | село    | ↘1582     | Кичмалка                  |
| 10 | Малка            | село    | ↗7208     | Малка                     |
| 11 | Октябрьское      | село    | ↗715      | Светловодское             |
| 12 | Приречное        | село    | ↗1136     | Приречное                 |
| 13 | Псынадаха        | село    | ↗1606     | Псынадаха                 |
| 14 | Сармаково        | село    | ↗8519     | Сармаково                 |
| 15 | Светловодское    | село    | ↗1493     | Светловодское             |
| 16 | Совхозное        | село    | ↗718      | Совхозное                 |
| 17 | Хабаз            | село    | ↗1792     | Хабаз                     |
| 18 | Шордаково        | село    | ↘1746     | Шордаково                 |
| 19 | Этоко            | село    | ↗771      | Этоко                     |

## Органы местного самоуправления
Структуру органов местного самоуправления муниципального образования составляют:
1. Совет местного самоуправления Зольского муниципального района — выборный представительный орган района;
2. Председатель совета местного самоуправления Зольского муниципального района — высшее должностное лицо района;
3. Местная администрация Зольского муниципального района — исполнительно-распорядительный орган района;
4. Глава местной администрации Зольского муниципального района — глава исполнительной власти в районе.

Глава районной администрации
- Докшоков Исмаил Иналович (с 2 октября 2024 года)

Председатель Совета местного самоуправления
- Эльчепаров Муаед Музачирович (с 28 декабря 2016 года)

Адрес администрации Зольского муниципального района: посёлок Залукокоаже, ул. Комсомольская, д. 89.

## Основные достопримечательности
- Северный склон горы Эльбрус
- Урочище Джилы-Су
- Долина Нарзанов
- Водопад Гедмыш
- Водопад Султан
- Озёра Шадхурей
- Озеро Тамбукан
- Гора Золотой Курган
- Гора Сирх (3098 м)
- Серные источники Псынашхибль и Тхобзашхопс
- Канжальское плато

## Экономика
Экономика района имеет в основном сельскохозяйственную направленность. В районе в большей степени выращиваются фрукты и овощи, картофель и злаковые культуры, широко распространено мелкое и крупное животноводство. Обилие солнца и тепла позволяют выращивать практически все необходимые сельскохозяйственные культуры и получать высокие урожаи. Развивается туризм.

## Транспорт
Через район проходит федеральная автотрасса «Кавказ» Р217, а также автотрассы регионального значения «Малка — Аурсентх» 83К-015 и «Кисловодск — Джилы-Су» 83К-011.
Все населённые пункты района имеют налаженное рейсовое сообщение с районным центром — Залукокоаже, а также с городами Нальчик и Пятигорск.

## Средства массовой информации
- Издаётся районная газета «Зольские вести»[33], тиражируемая на территории района и освящающая события, происходящие в нём. Выпускается два раза в неделю.
- Официальный сайт администрации муниципального района.
- Официальные страницы администрации муниципального района в популярный социальных сетях.